# Vlag van Hoogheemraadschap van de Alblasserwaard en de Vijfheerenlanden

Vlag van Hoogheemraadschap van de Alblasserwaard en de Vijfheerenlanden
(1987-2005)

De vlag van Hoogheemraadschap van de Alblasserwaard en de Vijfheerenlanden is op 3 april 1987 vastgesteld als de vlag van het Hoogheemraadschap van de Alblasserwaard en de Vijfheerenlanden. De vlag kan als volgt worden beschreven:
Een groen dundoek in de verhouding 2:3, daarop gedrukt het wapen van Hoogheemraadschap van de Alblasserwaard en de Vijfheerenlanden, waarbij het wapen is afgebeeld en geplaatst met de basis evenwijdig aan de lengte van de vlag.
De kleur groen werd gekozen in harmonie met de andere kleuren die voorkomen in het wapen. Het ontwerp van de vlag is van de hand van S. van Harten.
Vanaf 2005 is de vlag niet langer als de vlag van deze waterschap in gebruik omdat het Hoogheemraadschap van de Alblasserwaard en de Vijfheerenlanden in het nieuwe waterschap Rivierenland op is gegaan.

## Verwante afbeeldingen

Wapen van Hoogheemraadschap van de Alblasserwaard en de Vijfheerenlanden

Aa en Maas · Amstel, Gooi en Vecht · Brabantse Delta · Delfland · De Dommel · Drents Overijsselse Delta · Fryslân · Hollands Noorderkwartier · Hollandse Delta · Hunze en Aa's · Limburg · Noorderzijlvest · Rijn en IJssel · Rijnland · Rivierenland · Scheldestromen · Schieland en de Krimpenerwaard · De Stichtse Rijnlanden · Vallei en Veluwe · Vechtstromen · Zuiderzeeland
Voormalige waterschappen: 
De Aa · De Aarlanden · Alblasserwaard en de Vijfheerenlanden · De Alm · Amelander Grieën · Amstel- en Gooiland · Amstelland · Boarn en Klif · De Bovenvecht · Drentse Aa · Duurswold · Eemszijlvest · Goeree-Overflakkee · Gouwelanden · Groot Maas en Waal · Groot-Haarlemmermeer · Groot-Waterschap van Woerden · Groote Waard · Haarlemmermeerpolder · Hulster Ambacht · IJsselmonde · Krimpenerwaard · Land van Heusden en Altena · Het Lange Rond · Lauwerswâlden · Leidse Rijn · Linge · De Maaskant · Het Maasterras · Mark en Dintel · Marne-Middelsee · Meer en Woude · De Middelsékrite · De Nederwaard · Noord-Beveland · Noord- en Zuid-Beveland · Noord-Limburg · Noord-Veluwe · Noordhollands Noorderkwartier · Noordoostpolder · Noordwoude · Oldambt · Oude IJssel · De Overwaard · De Proosdijlanden · Purmer · Regge en Dinkel · De Runde · Salland · Schermer · Schieland · De Schipbeek · Schouwen-Duiveland · Sevenwolden · De Stellingwerven · Tholen · Tusken Waed en Ie · Uitwaterende Sluizen in Kennemerland en West-Friesland · De Vechtlanden · De Vier Noorder Koggen · Het Vrije van Sluis · De Waadkant · Walcheren · Waterland · De Waterlanden · Westergo's IJsselmeerdijken · Westerkwartier · Westfriesland · Wilck en Wiericke · Wilhelminapolder · Zuiveringschap Limburg